# John Charles Wester

Wappen von John Charles Wester als Bischof von Salt Lake City

John Charles Wester (* 5. November 1950 in San Francisco, Kalifornien) ist ein US-amerikanischer Geistlicher und Erzbischof von Santa Fe.

## Leben
John Charles Wester studierte am Saint Joseph College Seminary in Mountain View und am Saint Patrick Seminary in Menlo Park. Er empfing am 15. Mai 1976 die Priesterweihe für das Erzbistum San Francisco.
Nach der Priesterweihe war er zunächst Kaplan in San Rafael. Von 1979 bis 1986 war er als Lehrer, Seelsorger und Schulleiter an der Marin Catholic High School in Kentfield tätig. Anschließend war er zwei Jahre lang in der Schulaufsicht der höheren katholischen Schulen des Erzbistums tätig. Erzbischof John Raphael Quinn berief ihn 1988 zu seinem persönlichen Sekretär und Zeremoniar. Von 1993 bis 1997 war er Pfarrer in San Francisco und anschließend Verantwortlicher für den Klerus.
Weiterführende Studien schloss er 1984 mit dem Mastergrad in Spiritueller Theologie an der University of San Francisco und 1993 mit einem weiteren Master in Seelsorge am Holy Names College in Oakland ab.
Papst Johannes Paul II. ernannte ihn am 30. Juni 1998 zum Weihbischof im Erzbistum San Francisco sowie zum Titularbischof von Lamiggiga. Der Erzbischof von San Francisco, William Joseph Levada, spendete ihm daraufhin am 18. September desselben Jahres die Bischofsweihe; Mitkonsekratoren waren der emeritierte Erzbischof von San Francisco, John Raphael Quinn, sowie der Koadjutor des Bistums San Jose in California, Patrick Joseph McGrath. Als Weihbischof war er gleichzeitig Generalvikar und während der Sedisvakanz von August 2005 bis Februar 2006 Apostolischer Administrator des Erzbistums San Francisco.
Am 8. Januar 2007 ernannte ihn Papst Benedikt XVI. zum Bischof von Salt Lake City, am 14. März 2007 fand die Inthronisation statt.
Papst Franziskus ernannte ihn am 27. April 2015 zum Erzbischof von Santa Fe. Die Amtseinführung fand am 4. Juni desselben Jahres statt.
In der Bischofskonferenz der Vereinigten Staaten ist er Vorsitzender des Kommunikationsausschusses und Mitglied des Verwaltungs- sowie des Migrationsausschusses.
John Charles Wester ist Grossoffizier des Ritterordens vom Heiligen Grab zu Jerusalem.